# Reinhard Wolters
Reinhard Wolters (* 14. března 1958 Duisburg) je německý historik starověku a klasický archeolog.
Reinhard Wolters vystudoval historii, germanistiku, publicistiku a katolickou teologii na univerzitách v Bochumi, Bonnu, Münsteru a ve Vídni. Roku 1987 obdržel doktorský titul v letech 1988–1989 získal postdoktorandské stipendium na Institutu pro numismatiku na Vídeňské univerzitě. Následně v letech 1989 až 1999 pracoval jako vysokoškolský asistent pro starověkou historii na Technické univerzitě ve Vídni a na Technické univerzitě v Braunschweigu, kde v roce 1995 získal profesorskou habilitaci. V letech 2000 až 2010 byl ředitelem numismatické sbírky a numismatického pracoviště Institutu pro klasickou archeologii na Univerzitě Eberharda Karla v Tübingenu. Od roku 2010 působí jako profesor numismatiky a dějin peněžnictví na Vídeňské univerzitě.
Hlavní těžištěm jeho zájmu jsou historické a sociální vědy, antická geografie a etnologie, římská provinciální historie, především vztahy mezi Římany a Germány, a také pomocné vědy historické, především numismatika.

## Dílo
- Tam diu Germania vincitur: Römische Germanensiege und Germanensieg-Propaganda bis zum Ende des 1. Jahrhunderts n.Chr., Universitätsverlag Dr. Norbert Brockmeyer, Bochum 1989. (Malý spisek o mincovních sbírkách univerzity v Bochumi, Nr. 10/11)
- Römische Eroberung und Herrschaftsorganisation in Gallien und Germanien. Zur Entstehung und Bedeutung der sogenannten Klientel-Randstaaten, Universitätsverlag Dr. Norbert Brockmeyer, Bochum 1990. (Bochumer Historische Studien, Alte Geschichte Nr. 8)
- Nummi Signati. Untersuchungen zur römischen Münzprägung und Geldwirtschaft, Verlag C.H. Beck, München 1999. (Vestigia. Beiträge zur Alten Geschichte, Bd. 49)
- Die Römer in Germanien, Verlag C.H. Beck, München 2000 (Vyšlo také češtině: Římané v Germánii, Nakladatelství Vyšehrad, Praha 2002)
- Löhne, Preise, Werte. Quellen zur römischen Geldwirtschaft (s Wolfgangem Szaivertem), Wissenschaftliche Buchgesellschaft, Darmstadt 2005
- Die Schlacht im Teutoburger Wald. Arminius, Varus und das römische Germanien. C. H. Beck, Mnichov 2008; aktualizované a revidované vydání 2017.
- Antike Numismatik. Wissenschaftliche Buchgesellschaft, Darmstadt 2015.